# Gävle stad
Gävle stad var en stad och kommun i Gävleborgs län. Centralort var Gävle och kommunkod 1952–1970 var 2180.

## Administrativ historik
Gävle stad (från början Gefle stad, därefter Gäfle stad) har haft stadsprivilegier sedan åtminstone år 1442 och inrättades som stadskommun den 1 januari 1863 när 1862 års kommunalförordningar trädde i kraft. 
Gävle stad påverkades inte av kommunreformen 1952.
Den 1 januari 1965 överfördes ett område med 2 367 invånare och en areal av 132,72 kvadratkilometer land till staden och Gävle Staffans församling från Valbo landskommun och församling.
Den 1 januari 1969 inkorporerades landskommunerna Hamrånge, Hedesunda och Hille i Gävle stad.
1 januari 1971 blev staden, tillsammans med grannkommunen Valbo landskommun en del av den nya Gävle kommun.

### Judiciell tillhörighet
Staden hade en egen jurisdiktion med en rådhusrätt vilken 1 januari 1971 uppgick i Gävle tingsrätt.

### Kyrklig tillhörighet
I kyrkligt hänseende tillhörde staden Gävle stadsförsamling som 1 maj 1916 delades upp i Gävle Heliga Trefaldighets församling och Gävle Staffans församling.

### Sockenkod
För registrerade fornfynd med mera så återfinns staden inom ett område definierat av sockenkod 2405 som motsvarar den omfattning staden hade kring 1950.

## Stadsvapnet
Blasonering: I blått fält en av vågskuror bildad bjälke av silver, åtföljd ovanför av två och nedanför av ett ankare av guld.
Detta vapen fastställdes av Kungl. Maj:t år 1941. Vapnet förs idag av den nuvarande Gävle kommun. Se artikeln om Gävle kommunvapen för mer information.

## Geografi
Gävle stad omfattade den 1 januari 1952 en areal av 70,29 km², varav 70,11 km² land. Efter nymätningar och arealberäkningar färdiga den 1 januari 1958 omfattade staden den 1 januari 1961 en areal av 77,78 km², varav 76,57 km² land.

### Tätorter i staden 1960
I Gävle stad fanns del av tätorten Gävlea, som hade 54 618 invånare i staden den 1 november 1960. Tätortsgraden i staden var då 100,0 procent.

## Befolkningsutveckling
| Befolkningsutvecklingen i Gävle stad 1805–1970 | Befolkningsutvecklingen i Gävle stad 1805–1970 | Befolkningsutvecklingen i Gävle stad 1805–1970 | Befolkningsutvecklingen i Gävle stad 1805–1970 | Befolkningsutvecklingen i Gävle stad 1805–1970 |
| --- | ---------------------------------------------- | ---------------------------------------------- | ---------------------------------------------- | ---------------------------------------------- |
| |                                                |                                                |                                                |                                                |
| År |                                                |                                                | Folkmängd                                      |                                                |
| 1805 | 1805                                           |                                                | 5 930                                          |                                                |
| 1810 | 1810                                           |                                                | 5 558                                          |                                                |
| 1820 | 1820                                           |                                                | 7 027                                          |                                                |
| 1830 | 1830                                           |                                                | 7 772                                          |                                                |
| 1840 | 1840                                           |                                                | 8 137                                          |                                                |
| 1850 | 1850                                           |                                                | 9 261                                          |                                                |
| 1860 | 1860                                           |                                                | 10 975                                         |                                                |
| 1870 | 1870                                           |                                                | 13 822                                         |                                                |
| 1880 | 1880                                           |                                                | 18 758                                         |                                                |
| 1890 | 1890                                           |                                                | 23 484                                         |                                                |
| 1900 | 1900                                           |                                                | 29 522                                         |                                                |
| 1910 | 1910                                           |                                                | 35 202                                         |                                                |
| 1920 | 1920                                           |                                                | 37 761                                         |                                                |
| 1930 | 1930                                           |                                                | 38 857                                         |                                                |
| 1935 | 1935                                           |                                                | 39 374                                         |                                                |
| 1940 | 1940                                           |                                                | 39 697                                         |                                                |
| 1945 | 1945                                           |                                                | 41 974                                         |                                                |
| 1950 | 1950                                           |                                                | 46 948                                         |                                                |
| 1955 | 1955                                           |                                                | 50 662                                         |                                                |
| 1960 | 1960                                           |                                                | 54 618                                         |                                                |
| 1965 | 1965                                           |                                                | 59 796                                         |                                                |
| 1970 | 1970                                           |                                                | 73 532                                         |                                                |
| Anm: 1969 inkorporerades kommunerna Hamrånge, Hedesunda och Hille. För åren 1805-1945: befolkning enligt folkräkning 31 december enligt den administrativa indelningen den 1 januari följande år. 1950 avser befolkning enligt folkräkning den 31 december enligt den administrativa indelningen den 1 januari 1952. 1955 avser den kyrkobokförda befolkningen den 31 december enligt den administrativa indelningen den 1 januari följande år. 1960 och 1965 avser befolkning enligt folkräkning den 1 november enligt den administrativa indelningen den 1 januari följande år. 1970 avser befolkning enligt folkräkning den 1 november i det område som Gävle stad omfattade när den ombildades till Gävle kommun 1 januari 1971. |                                                |                                                |                                                |                                                |

## Politik

### Mandatfördelning i valen 1912–1968
| 10 | 4 | 8 | 23 |

| 11 |  | 9 | 24 |

| 12 | 9 | 24 |

| 14 | 9 | 22 |

| 2 | 24 | 9 | 10 |

| 42 |

|  | 23 | 10 | 11 |

| 44 |

| 22 |  | 8 | 14 |

| 44 |

| 24 | 7 | 14 |

| 41 |

| 23 |  | 5 |  | 15 |

| 43 |

| 25 | 2 | 5 | 13 |

| 43 |

| 29 |  | 7 | 8 |

| 40 |

| 30 | 7 | 8 |

| 39 |

| 5 | 24 | 9 | 7 |

| 39 |

| 28 | 12 | 5 |

| 38 | 7 |

| 2 | 25 | 12 | 6 |

| 39 |

| 2 | 25 | 9 | 9 |

| 38 | 7 |

| 2 | 26 |  | 10 | 6 |

| 39 |

| 4 | 22 | 3 | 10 | 6 |

| 38 | 7 |

|  | 37 | 7 | 9 | 5 |

| 49 | 11 |

### Fotnoter
1. ↑  Runeberg.org Sveriges statskalender 1925 sida 1099
2. ↑   ( PDF) Folk- och bostadsräkningen den 1 november 1965, I. Folkmängd inom kommuner och församlingar samt kommunblock efter kön, ålder, civilstånd m.m.. Stockholm: Statistiska centralbyrån. 1966. sid. 58 & 223. Arkiverad från originalet den 24 januari 2015. https://www.webcitation.org/6VpIdxjHN?url=http://www.scb.se/Grupp/Hitta_statistik/Historisk_statistik/_Dokument/SOS/Folk_o_bostadsrakningen_1965_1.pdf. Läst 16 november 2017 Arkiverad 24 september 2015 hämtat från the Wayback Machine.
3. ↑  Per Andersson: Sveriges kommunindelning 1863-1993, Draking, Mjölby 1993, ISBN 91-87784-05-X, s. 87
4. ↑  Elsa Trolle Önnerfors: Domsagohistorik - Gävle tingsrätt (del av Riksantikvarieämbetets Tings- och rådhusinventeringen 1996-2007)
5. ↑  ”Förteckning (Sveriges församlingar genom tiderna)”. Skatteverket. 1989. http://www.skatteverket.se/privat/folkbokforing/omfolkbokforing/folkbokforingigaridag/sverigesforsamlingargenomtiderna/forteckning.4.18e1b10334ebe8bc80003999.html. Läst 17 december 2013.
6. ↑  Fornminnesregistret, Riksantikvarieämbetet: Gävle stad Fornminnen i socknen erhålls på kartan genom att skriva in sockennamn (utan "socken") i "Ange geografiskt område"
7. ↑  ”Svenska Heraldiska Föreningens vapendatabas”. Arkiverad från originalet den 18 oktober 2012. https://web.archive.org/web/20121018011750/http://databas.heraldik.se/index.php. Läst 25 januari 2011.
8. ↑   ( PDF) Folkräkningen den 31 december 1950, I, Areal och folkmängd inom särskilda förvaltningsområden m.m., Tätorter. Stockholm: Statistiska centralbyrån. 1952-05-19. sid. 106. Arkiverad från originalet den 1 oktober 2014. https://www.webcitation.org/6T09ZkyrB?url=http://www.scb.se/Grupp/Hitta_statistik/Historisk_statistik/_Dokument/SOS/Folkrakningen_1950_1.pdf. Läst 9 oktober 2014 Arkiverad 29 oktober 2013 hämtat från the Wayback Machine.
9. ↑   ( PDF) Folkräkningen den 1 november 1960, I, Folkmängd inom kommuner och församlingar efter kön, ålder, civilstånd m.m.. Stockholm: Statistiska centralbyrån. 1961. sid. 54 & 203. Arkiverad från originalet den 15 juli 2015. https://www.webcitation.org/6a1zkRbkC?url=http://www.scb.se/Grupp/Hitta_statistik/Historisk_statistik/_Dokument/SOS/Folkrakningen_1960_01.pdf. Läst 12 november 2017 Arkiverad 14 oktober 2013 hämtat från the Wayback Machine.
10. ↑   ( PDF) Folkräkningen den 1 november 1960, II, Folkmängd inom tätorter efter kön, ålder och civilstånd.. Stockholm: Statistiska centralbyrån. 1961. sid. 27. Arkiverad från originalet den 29 juni 2015. https://www.webcitation.org/6ZeEB9Ija?url=http://www.scb.se/Grupp/Hitta_statistik/Historisk_statistik/_Dokument/SOS/Folkrakningen_1960_02.pdf. Läst 16 november 2017 Arkiverad 24 september 2015 hämtat från the Wayback Machine.
11. ↑  ”Historisk statistik efter serie”. Statistiska centralbyrån. Arkiverad från originalet den 30 december 2017. https://web.archive.org/web/20171230122632/http://www.scb.se/sv_/hitta-statistik/historisk-statistik/digitaliserat---statistik-efter-serie/. Läst 20 juni 2019.
12. ↑  ”Folkräkningen 1910–1960”. Statistiska centralbyrån. Arkiverad från originalet den 22 augusti 2018. https://web.archive.org/web/20180822113519/https://www.scb.se/sv_/Hitta-statistik/Historisk-statistik/Digitaliserat---Statistik-efter-serie/Sveriges-officiella-statistik-SOS-utg-1912-/Folk--och-bostadsrakningarna-1860-1990/Folkrakningen-1910-1960/. Läst 20 juni 2019.
13. ↑  ”Folk- och bostadsräkningen 1965–1990”. Statistiska centralbyrån. Arkiverad från originalet den 22 augusti 2018. https://web.archive.org/web/20180822145518/https://www.scb.se/sv_/Hitta-statistik/Historisk-statistik/Digitaliserat---Statistik-efter-serie/Sveriges-officiella-statistik-SOS-utg-1912-/Folk--och-bostadsrakningarna-1860-1990/Folk--och-bostadsrakningen-1965-1990/. Läst 20 juni 2019.